# Battle Spirits Saikyō Ginga Ultimate Zero
Battle Spirits Saikyō Ginga Ultimate Zero (最強銀河 究極（アルティメット）ゼロ ～バトルスピリッツ～?, Saikyō Ginga Arutimetto Zero ~Batoru Supirittsu~) è un anime shōnen, tratto dal gioco di carte collezionabili Battle Spirits, creato da Hajime Yatate e prodotto dalla Sunrise. La serie è andata in onda in Giappone su Nagoya TV dal 22 settembre 2013 al 21 settembre 2014.
BS - Saikyō Ginga Ultimate Zero è la sesta serie anime della saga di Battle Spirits ed è preceduta da BS - Sword Eyes e seguita da BS - Burning Soul.

## Personaggi
Rei the Number One Star (一番星のレイ?, Ichibanboshi no Rei)
Doppiato da: Yūichi Nakamura (ed. giapponese)
Mugen (ムゲン?, Mugen)
Doppiato da: Yuka Iguchi (ed. giapponese)
Salt (ソルト?, Soruto)
Doppiato da: Jun Fukuyama (ed. giapponese)
Rikuto April (リクト・エイプリル?, Rikuto Eipuriru)
Doppiato da: Rie Kugimiya (ed. giapponese)
Laila April (ライラ・エイプリル?, Raira Eipuriru)
Doppiata da: Mariya Ise (ed. giapponese)
Kiriga the Shooting Star (流れ星のキリガ／キリガ・ザ・シューティングスター?, Nagareboshi no Kiriga/Kiriga za Shūtingu Sutā)
Doppiato da: Junichi Suwabe (ed. giapponese)
Eris the Morning Star (明の明星のエリス?, Ake no Hoshi no Erisu)
Doppiata da: Yui Horie (ed. giapponese)
Miroku (ミロク?, Miroku)
Doppiato da: Hiro Shimono (ed. giapponese)

## Anime
L'anime, prodotto da Sunrise, è composto da 49 episodi, andati in onda su Nagoya TV dal 22 settembre 2013 al 21 settembre 2014. Successivamente è stato raccolto in 17 DVD contenenti ciascuno 3 episodi.

### Episodi
| Nº | Giapponese 「Kanji」 - Rōmaji                                                                        | In onda           | In onda |
| Nº | Giapponese 「Kanji」 - Rōmaji                                                                        | Giapponese        |         |
| 1  | 「登場！アルティメットだ一番星！！」 - Tōjō! Arutimetto da Ichibanboshi!!                            | 22 settembre 2013 |         |
| 2  | 「究極祭だ！俺は灼熱のゼロ！！」 - Kyūkyoku Matsuri da! Ore wa Shakunetsu no Zero!!                  | 29 settembre 2013 |         |
| 3  | 「荒野の決闘！銀河七将登場！！」 - Arano no Kettō! Ginga Shichi-shō Toujō!!                          | 6 ottobre 2013    |         |
| 4  | 「守護神来たぜ！俺は白銀のゼロ！！」 - Shugojin Kita ze! Ore wa Hakugin no Zero!!                    | 13 ottobre 2013   |         |
| 5  | 「氷の星！俺を呼ぶ究極の声は誰だ？」 - Kōri no Hoshi! Ore o Yobu Arutimetto no Koe wa Dare da?       | 20 ottobre 2013   |         |
| 6  | 「俺と戦え！デッキの底の熱い奴！！」 - Ore to Tatakae! Dekki no Soko no Atsui Yatsu!!                | 27 ottobre 2013   |         |
| 7  | 「味わえ！もう一人のアルティメット使い！！」 - Ajiwae! Mō Hitori no Arutimetto Tsukai!!              | 10 novembre 2013  |         |
| 8  | 「全宇宙激震！究極対究極！！」 - Zen Uchū Gekishin! Arutimetto tai Arutimetto!!                      | 17 novembre 2013  |         |
| 9  | 「緑の星！アルティメットだ流れ星！！」 - Midori no Hoshi! Arutimetto da Nagareboshi!!                | 24 novembre 2013  |         |
| 10 | 「恐怖の暗黒神ボンバー！？」 - Kyōfu no Ankoku Shin Bonbā!?                                          | 1º dicembre 2013  |         |
| 11 | 「争奪戦！新アルティメットは誰の物！？」 - Sōdatsusen! Shin Arutimetto wa Dare no Mono!?             | 8 dicembre 2013   |         |
| 12 | 「決定！？銀河で一番強いヤツ！！」 - Kettei!? Ginga de Ichiban Tsuyoi Yatsu!!                        | 15 dicembre 2013  |         |
| 13 | 「輝く星！女海賊対一番星！」 - Kagayaku Hoshi! Onna Kaizoku Tai Ichibanboshi!                        | 22 dicembre 2013  |         |
| 14 | 「ムゲン奮闘！狙われたマジカル！！」 - Mugen Funtō! Nerawareta Majikaru!!                            | 5 gennaio 2014    |         |
| 15 | 「リクト家出！？銀河最大の姉弟ゲンカ！」 - Rikuto Iede!? Ginga Saidai no Kyōdai Genka!               | 12 gennaio 2014   |         |
| 16 | 「リベンジ！流れ星対一番星」 - Ribenji! Nagareboshi tai Ichibanboshi                                 | 19 gennaio 2014   |         |
| 17 | 「解放せよ！呪われたＣＯＷＣＯＷ号」 - Kaihō seyo! Norowareta COWCOW-gō                              | 26 gennaio 2014   |         |
| 18 | 「抜け出せ！恐怖の宇宙墓場！」 - Nukedase! Kyōfu no Uchū Hakaba!                                     | 2 febbraio 2014   |         |
| 19 | 「キリガの記憶！？謎の少女現る！」 - Kiriga no Kioku!? Nazo no Shōjo Arawareru!                      | 9 febbraio 2014   |         |
| 20 | 「緊急入院ゼロ！危うしシンボル！」 - Kinkyū Nyūin Zero! Ayaushi Shinboru!                            | 16 febbraio 2014  |         |
| 21 | 「ゼロが４人！？チャレンジ分身バトル！」 - Zero ga Yonin!? Charenji Bunshin Batoru!                  | 23 febbraio 2014  |         |
| 22 | 「最強銀河究極リクト！え！？」 - Saikyō Ginga Arutimetto Rikuto! E!?                                 | 2 marzo 2014      |         |
| 23 | 「アルティメット用心棒対決！」 - Arutimetto Yōjinbō Taiketsu!                                        | 9 marzo 2014      |         |
| 24 | 「究極超新星！ノヴァ吼える！！」 - Kyūkyoku Chōshinsei! Nova Hoeru!!                                 | 16 marzo 2014     |         |
| 25 | 「ゲートを超えろ！ノヴァ対ガイ・アスラ！」 - Gēto o Koero! Nova tai Gai Asura!                       | 23 marzo 2014     |         |
| 26 | 「大激突！究極対裏１２宮ブレイヴ」 - Dai Gekitotsu! Kyūkyoku tai Ura Jūnikyū Bureivu                 | 30 marzo 2014     |         |
| 27 | 「エリス危うし！裏１２宮ブレイヴ大襲撃！」 - Erisu Ayaushi! Ura Jūnikyū Bureivu Dai Shūgeki!         | 6 aprile 2014     |         |
| 28 | 「三龍神登場！キリガの新たな力！」 - San Ryūjin Tōjō! Kiriga no Arata na Chikara!                    | 13 aprile 2014    |         |
| 29 | 「真っ赤なキリガの大反乱！」 - Makkana Kiriga no Dai Hanran!                                         | 20 aprile 2014    |         |
| 30 | 「スター登場！閃光のゼロでーす！」 - Sutā Tōjō! Senkō no Zero dēsu!                                  | 27 aprile 2014    |         |
| 31 | 「三体目の赤き龍！シンボル胸に光る時！！」 - Santaime no Akaki Ryū! Shinboru Mune ni Hikaru Toki!!   | 4 maggio 2014     |         |
| 32 | 「裏１２宮の大スター！？しし座からの挑戦！！」 - Ura Jūnikyū no Dai Sutā!? Shishiza kara no Chōsen!! | 11 maggio 2014    |         |
| 33 | 「さよなら ライラ」 - Sayonara Raira                                                                 | 18 maggio 2014    |         |
| 34 | 「最強銀河名探偵リクト え！？」 - Saikyō Ginga Meitantei Rikuto E!?                                  | 25 maggio 2014    |         |
| 35 | 「彗星突撃！究極大発見！」 - Suisei Totsugeki! Kyūkyoku Daihakken!                                   | 1º giugno 2014    |         |
| 36 | 「暴走ムゲン！？ご意見無用、一番星」 - Bōsō Mugen!? Goiken Muyō, Ichibanboshi                        | 8 giugno 2014     |         |
| 37 | 「頂点を目指せ！ジャスティスカップ開幕」 - Chōten o Mezase! Jasutisu Kappu Kaimaku                   | 22 giugno 2014    |         |
| 38 | 「大激戦！愛と友情の三羽がらす！」 - Dai Gekisen! Ai to Yūjō no Sanbagarasu!                         | 29 giugno 2014    |         |
| 39 | 「うわあ！俺の相棒がこんな事に！？」 - Uwaa! Ore no Aibō ga Konna Koto ni!?                          | 6 luglio 2014     |         |
| 40 | 「全知全能のミロク！」 - Zenchizennō no Miroku!                                                      | 13 luglio 2014    |         |
| 41 | 「銀河最大の激突！俺対オレ様！！」 - Ginga Saidai no Gekitotsu! Ore tai Ore-sama!!                   | 20 luglio 2014    |         |
| 42 | 「ミロクの本気？悪夢のデッキが笑う！」 - Miroku no Honki? Akumu no Dekki ga Warau!                   | 27 luglio 2014    |         |
| 43 | 「しのびよる恐怖！蛇遣い座がくる！！」 - Shinobiyoru Kyōfu! Hebitsukaiza ga Kuru!!                   | 10 agosto 2014    |         |
| 44 | 「最凶バトル！ネイクス出現！！」 - Saiyaku Batoru! Neikusu Shutsugen!!                               | 17 agosto 2014    |         |
| 45 | 「大出現！究極のバトスピ！！」 - Dai Shutsugen! Kyūkyoku no Batosupi!!                               | 24 agosto 2014    |         |
| 46 | 「底知れぬ闇！ネイクス大暴走！！」 - Sokoshirenu Yami! Neikusu Dai Bousou!!                          | 31 agosto 2014    |         |
| 47 | 「流れ星、瞬いて！キリガ友情のバトル！！」 - Nagareboshi, Mabataite! Kiriga Yūjō no Batoru!!         | 7 settembre 2014  |         |
| 48 | 「一番星のレイ、それは究極のゼロ！！」 - Ichibanboshi no Rei, Sore wa Kyūkyoku no Zero!!             | 14 settembre 2014 |         |
| 49 | 「みんな一番！アルティメットなマジダチだ！！」 - Minna Ichiban! Arutimetto na Majidachi da!!         | 21 settembre 2014 |         |

### Colonna sonora
Sigla di apertura
- I Wish, di BACKDRAFT SMITHS (ep. 1-25)
- ZERO, di Tatsuyuki Kobayashi (ep. 24-48)

Sigla di chiusura
- Nostalgia (ノスタルジア?), delle Kato*Fuku (Emiri Katō & Kaori Fukuhara) (ep. 1-25)
- Itazura taiyō (徒太陽?), delle i☆Ris (ep. 25-37)
- Endless NOVA, dei AG7 (Shūhei Kita, HIMEKA, Sayaka Sasaki, Marina Kawano, Konomi Suzuki, Natsumi Okamoto, Tatsuyuki Kobayashi) (ep. 38-48)
- I Wish, di BACKDRAFT SMITHS (ep. 49)

## Manga
Il manga è stato pubblicato sulla rivista Saikyō Jump (Shūeisha) e successivamente serializzato in 3 tankōbon dal gennaio all'ottobre 2014.

### Volumi
| 1 | 4 gennaio 2014 | ISBN 978-4088800059 |
| 1 | Capitoli - 1. Ultimate-Trigger, Lock On! (アルティメットトリガー・ロックオン！?, Arutimettotorigā Rokkuon!) - 2. White Army, Take Off! (ホワイトアーミー・テイクオフ！?, Howaito Āmī Teikuofu!) - 3. Ultimate-Siegfrieden!! (アルティメット・ジークフリーデン！！?, Arutimetto Jīkufurīden!!) - 4. Crystal of Greensmoothie (クリスタル・オブ・グリーンスムージー?, Kurisutaru Obu Gurīnsumūjī) - Saikyō Preview Manga: Saikyō Ginga Ultimate Zero (最強予告漫画 最強銀河究極ゼロ?, Saikyō Yokoku Manga Saikyō Ginga Arutimetto Zero) - Side Story: Work Hard! Galaxy Triumvirate!! (番外編 がんばれ！銀河三羽がらす！！?, Saikyō Yokoku Manga Saikyō Ginga Arutimetto Zero)        |                     |
| 2 | 2 maggio 2014 | ISBN 978-4088800660 |
| 2 | Capitoli - 5. Kiriga the Shooting Star (キリガ・ザ・シューティングスター?, Kiriga za Shūtingu Sutā) - 6. Purple Gentleman (パープルジェントルマン?, Pāpuru Jentoruman) - 7. Rei VS Kiriga, The First Battle!! (レイＶＳキリガ ザ・ファースト・バトル！！?, Rei Bāsasu Kiriga Za Fāsuto Batoru!!) - 8. Ultimate-Siegwurm-Nova!! (アルティメット・ジークヴルム・ノヴァ！！?, Arutimetto Jīkuvurumu Nova!!) - Saikyō Ginga Ultimate Zero Battle Spirits VS Spicy! Curry Prince: Ultimate Collaboration Wars (最強銀河究極ゼロバトルスピリッツＶＳ激辛！カレー王子究極コラボウォーズ?, Saikyō Ginga Arutimetto Zero Batoru Supirittsu Bāsasu Gekikara! Karē Ōji Arutimetto Korabo Wōzu) |                     |
| 3 | 3 ottobre 2014 | ISBN 978-4088801889 |